# Javier Masís
Javier Masís Figueroa (San José; 16 de abril de 1953) es un exfutbolista costarricense que jugó de defensa.

## Trayectoria
Cuando tenía 12 años, fue parte de las divisiones inferiores del Deportivo Saprissa de su ciudad y fue hasta el 18 de abril de 1971 que debutó en el primer equipo.
Estando ahí, ganó los únicos seis títulos consecutivos conseguidos en la liga costarricense. Jugó toda su carrera en ese club y se retiró en 1982.

## Selección nacional
Anotó su único gol contra El Salvador en la clasificación para la Copa Mundial de 1978. Fue parte del plantel que viajó a los Juegos Olímpicos de Moscú 1980, donde su selección quedó última del torneo.

### Participaciones en Juegos Olímpicos
| Competición              | Sede  | Resultado     |
| ------------------------ | ----- | ------------- |
| Juegos Olímpicos de 1980 | Moscú | Primera ronda |

## Palmarés

### Títulos nacionales
| Título               | Equipo   | País       | Año  |
| -------------------- | -------- | ---------- | ---- |
| Primera División     | Saprissa | Costa Rica | 1972 |
| Torneo de Copa       | Saprissa | Costa Rica | 1972 |
| Primera División     | Saprissa | Costa Rica | 1973 |
| Primera División     | Saprissa | Costa Rica | 1974 |
| Primera División     | Saprissa | Costa Rica | 1975 |
| Campeón de Campeones | Saprissa | Costa Rica | 1976 |
| Primera División     | Saprissa | Costa Rica | 1976 |
| Primera División     | Saprissa | Costa Rica | 1977 |

### Títulos internacionales
| Título                           | Equipo (*) | País     | Año  |
| -------------------------------- | ---------- | -------- | ---- |
| Copa Fraternidad Centroamericana | Saprissa   | San José | 1972 |
| Copa Fraternidad Centroamericana | Saprissa   | San José | 1973 |
| Copa Fraternidad Centroamericana | Saprissa   | San José | 1978 |
| Preolímpico de Concacaf          | Costa Rica | Varias   | 1980 |

(*) Incluyendo la selección.